# Александра фон Фюрстенберг
Александра фон Фюрстенберг (урожденная Александра Наташа Миллер) (англ. Alexandra von Fürstenberg; род. 3 октября 1972, Нью-Йорк, Нью-Йорк) — американский предприниматель и дизайнер мебели, базирующийся в Лос-Анджелесе. Младшая дочь американского миллиардера и соучредителя DFS Group Роберта Уоррена Миллера.

## Ранняя жизнь
Александра фон Фюрстенберг родилась 3 октября 1972 года в Британском Гонконге в семье американского предпринимателя Роберта Уоррена Миллера (род. 1933) и его эквадорской жены Марии Клары (урожденной Песантес Бесерра) (род. 1940). У нее есть две старшие сестры Пия и Мари-Шанталь. Александра и ее сестры выросли между Гонконгом, Парижем и Нью-Йорком.
Она училась в школе дизайна Парсонса и Университете Брауна, где изучала дизайн костюмов и историю искусств.
В 1990-е годы высшее общество Нью-Йорка окрестило Александру и ее сестер сестрами Миллер.

## Карьера
В 1995 году Александра присоединилась к команде дизайнеров своей тогдашней свекрови Дианы фон Фюрстенберг. В течение своей десятилетней карьеры в DVF в качестве креативного директора, а затем в качестве директора по имиджу, Александра сыграла важную роль в повторном запуске культового платья с оберткой, а также в укреплении значимости этого американского бренда.
После переезда в Лос-Анджелес в 2005 году Александра сосредоточилась на проектировании исключительно для дома. В 2007 году она создала бренд Alexandra Von Furstenberg, LLC, чтобы создавать современную мебель и аксессуары для дома из акрила. Первоначально она начала с проектирования для своего личного дома, а затем поняла, что существует рынок для её проектов. В марте 2008 года она запустила свои первые проекты.

## Личная жизнь
28 октября 1995 года в церкви св. Игнатия Лойолы в Нью-Йорке, Александра Миллер вышла замуж за принца Александра фон Фюрстенберга (род. 1970), сына модельера Дианы фон Фюрстенберг и принца Эгона фон Фюрстенберга. У них двое детей, принцесса Талита Наташа (род. 7 мая 1999 года) и принц Тассило Эгон Максимилиан (род. 21 августа 2001 года). Супруги развелись в 2002 году.
Она является крестной матерью своего племянника принца Греции и Дании Константина Алексиоса.
7 июля 2015 года Александра вышла замуж за давнего жениха, архитектурного дизайнера и девелопера Дэкса Миллера. Пара поженилась в седьмую годовщину начала их отношений.